# ブルートガング
ブルートガング（Blutgang）は、中世ドイツのディートリヒ伝説に登場する英雄ハイメの剣。カナ表記は他に、ブルトガング、ブルドガングなど。
ブルートガングはハイメがディートリヒに挑戦するために旅立ったとき、父から持たされたものだった。しかし、ディートリヒとの一騎討ちの際に折れてしまった。
この一騎討ちの後にハイメはディートリヒの配下となり、のちに別の名剣であるナーゲルリングを下賜されている。
日本語圏においては、1997年に刊行された一般書『聖剣伝説』（佐藤俊之とF.E.A.R、新紀元社）において北欧神話の神ヘイムダルの剣であると誤って紹介されて以来、この誤解が広まっている。北欧神話の原典においてヘイムダルとブルートガングを結びつける資料は見つかっておらず、ヘイムダルの剣として言及されているのはホヴズである。この勘違いは、当時日本語圏ではディートリヒ伝説の認知度が低かったため、英語文献にあったハイメ（Heime）とヘイムダル（Heimdall）を取り違えたことから起きたのではないかとみられている。